# Nick Annunziata
Nick Annunziata (* 6. Mai in Frankfurt am Main, Deutschland) ist ein US-amerikanischer Schauspieler und Pokerspieler.

## Leben
Annunziata wurde an einem 6. Mai in Frankfurt am Main geboren. Er arbeite später als Leibwächter. Er lernte das Schauspiel von Uta Hagan und Anne Jackson an den H.B Studios in New York City.
Annunziata debütierte 1997 in einer Episode der Fernsehserie Zeit der Sehnsucht als Fernsehschauspieler. Es folgten zur Jahrtausendwende Rollenbesetzungen in den Filmen Lola’s Game, Stripper Wives, Surrender und dem Kurzfilm The Grimm Cycle. Von 2001 bis 2002 verkörperte er die Rolle des Roger in neun Episoden der Fernsehserie Zeit der Sehnsucht. Von 2004 bis 2006 stellte er die Rolle des Eddie Pietro in der Fernsehserie Die Sopranos dar. 2016 hatte er eine Episodenrolle in der Fernsehserie Bones – Die Knochenjägerin inne. 2024 stellte er die historische Hauptrolle des John „Handsome Johnny“ Roselli in der Fernsehserie Mafia Spies dar. Im selben Jahr war er im Mockbuster 24 Hours to D-Day – Schlacht der Entscheidung in der Rolle des Colonel Wilson und in der Miniserie Insta Empire 6 zu sehen.
Er ist auch als professioneller Pokerspieler tätig.

## Filmografie (Auswahl)

### Schauspiel
- 1997: Zeit der Sehnsucht (Days of Our Lives, Fernsehserie, Episode 1x8044)
- 1998: Lola’s Game
- 1999: Stripper Wives
- 2000: Surrender
- 2001: The Grimm Cycle (Kurzfilm)
- 2001–2002: Zeit der Sehnsucht (Days of Our Lives, Fernsehserie, 9 Episoden)
- 2004–2006: Die Sopranos (The Sopranos, Fernsehserie, 6 Episoden)
- 2007: Kush
- 2012: Eddie and Arrow (Kurzfilm)
- 2013: Kill Season
- 2013: Lies I Wanna Hear (Kurzfilm)
- 2016: Bones – Die Knochenjägerin (Bones, Fernsehserie, Episode 11x15)
- 2016: What Would You Do (Kurzfilm)
- 2017: James Dean: A Beautiful Soul
- 2017: Rhett and Link’s Buddy System (Fernsehserie, Episode 2x02)
- 2017: Bring Me the Head of Trapper Flint
- 2017: Blue Eyes (Fernsehfilm)
- 2021: Ace & the Christmas Miracle
- 2021: Humanity (Kurzfilm)
- 2023: Under the Influence
- 2024: Mafia Spies (Fernsehserie, 6 Episoden)
- 2024: 24 Hours to D-Day – Schlacht der Entscheidung (24 Hours to D-Day)
- 2024: Insta Empire 6 (Miniserie)

### Produktion
- 2017: James Dean: A Beautiful Soul
- 2017: Bring Me the Head of Trapper Flint